# Calle peatonal

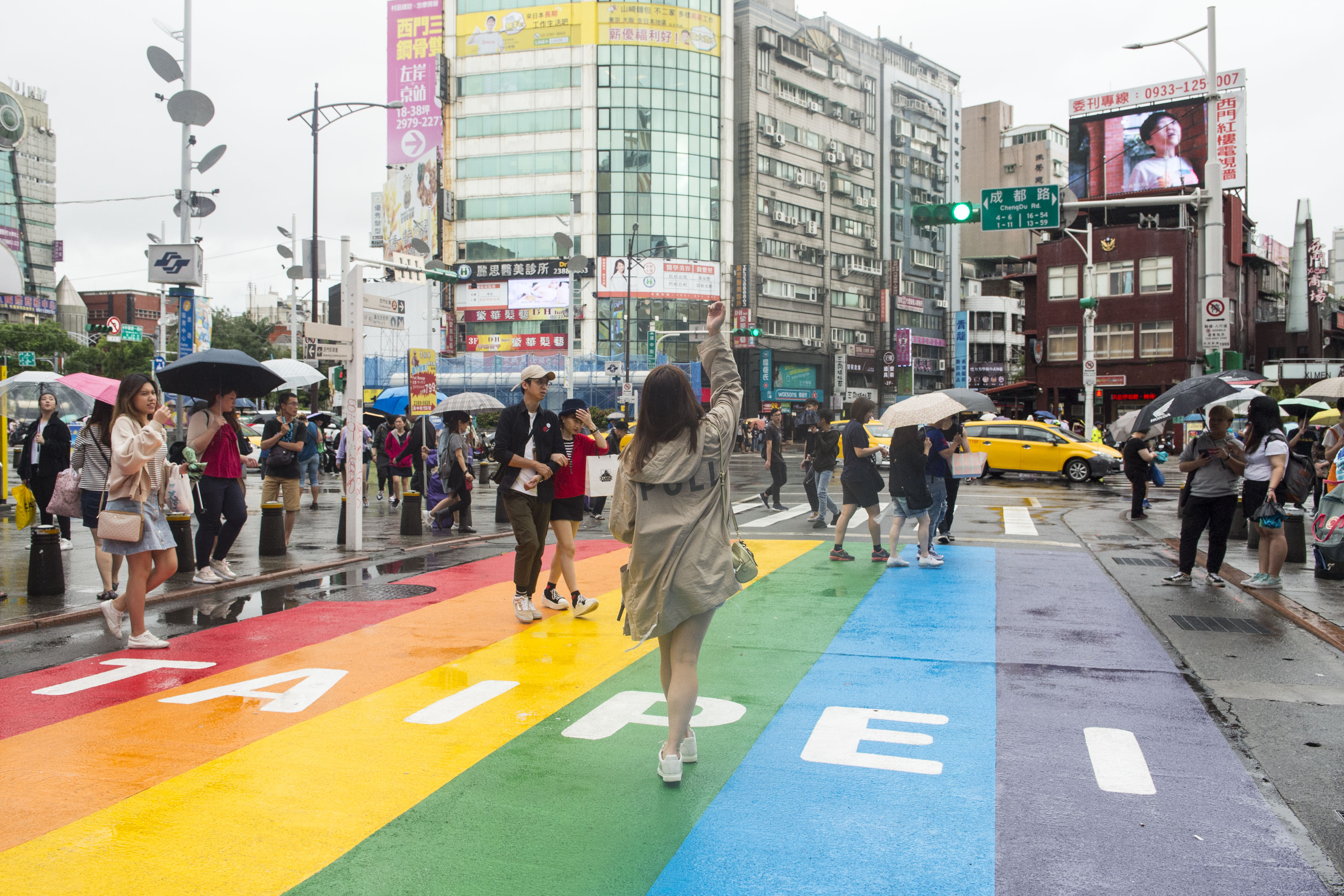
Zona Peatonal en la Ximending, Taipéi.

Señal de calle peatonal en España.

Las zonas y calles peatonales son áreas de una ciudad o pueblo donde está prohibida la circulación de vehículos motorizados. En este tipo de zona prevalece la circulación de peatones y en muchos casos usuarios de sistemas de transporte no motorizados. La conversión de una calle o un área solo para el uso de peatones se lo llama peatonalización. Cuando una zona peatonal cumple igualmente una función turística o de recreación, reciben igualmente el nombre de paseo peatonal.
En una zona peatonal, muchas veces solo pueden acceder en coche los residentes para poder llegar a los garajes de sus viviendas, así como vehículos de servicios de emergencia, de reparto y de mantenimiento a ciertas horas. Las zonas peatonales suelen estar en el centro de la ciudad, en la zona más comercial y en centros históricos. 

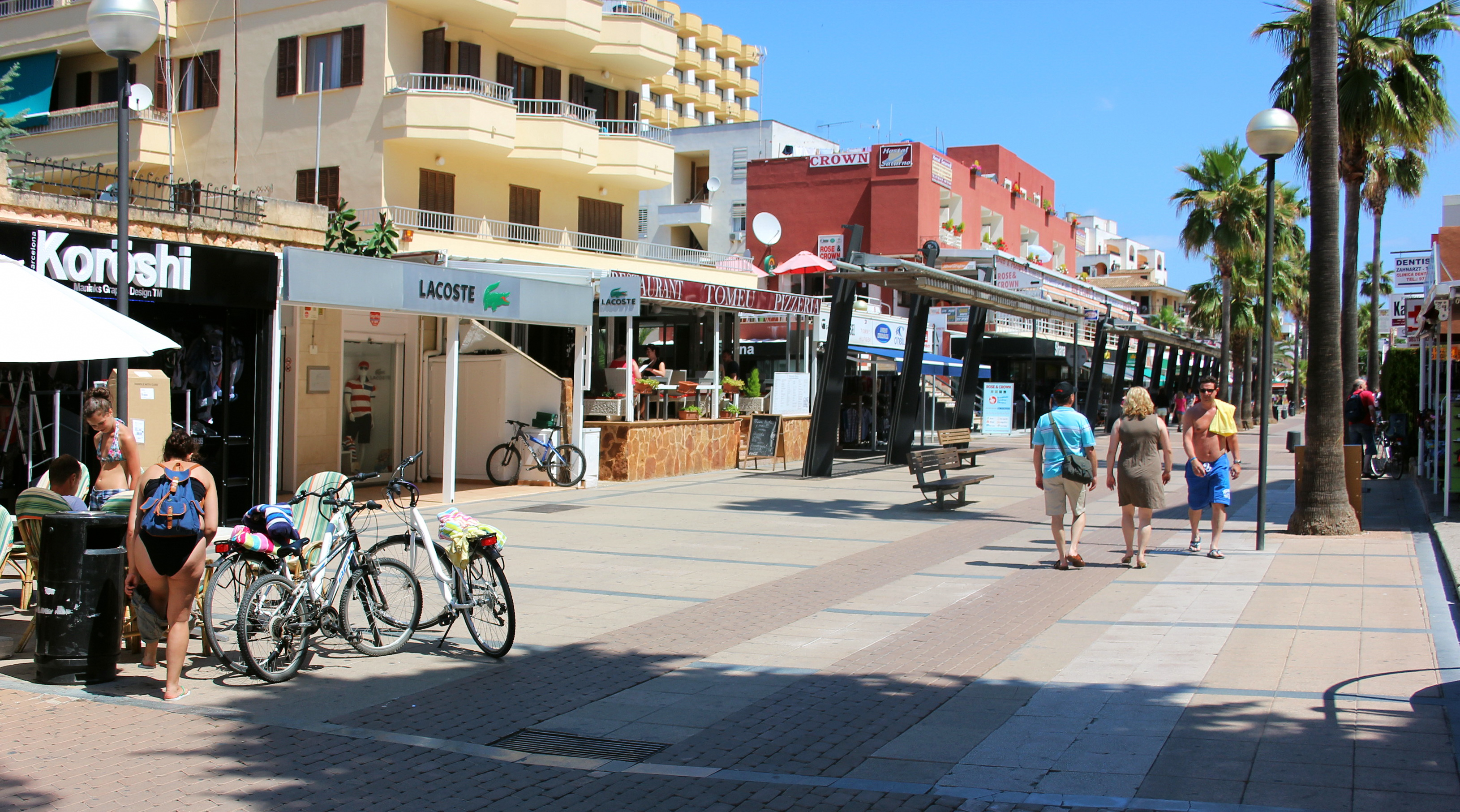
Zona peatonal de Cala Millor.

La mayoría de los países europeos utilizan un término similar (francés: zone piétonne, alemán: Fußgängerzone, inglés: pedestrian zone, italiano: area pedonale).
La primera calle construida especialmente como peatonal en Europa es la calle Lijnbaan en Róterdam, se inauguró en 1953. El primer centro de ciudad peatonal en el Reino Unido fue en la pequeña ciudad de Stevenage en 1959.
En España están consideradas como referentes de peatonalización las ciudades de Vitoria y Pontevedra. Desde 2020 está reglamentada la circulación de vehículos de movilidad personal como los patinetes eléctricos, estando prohibida en aceras y zonas peatonales.

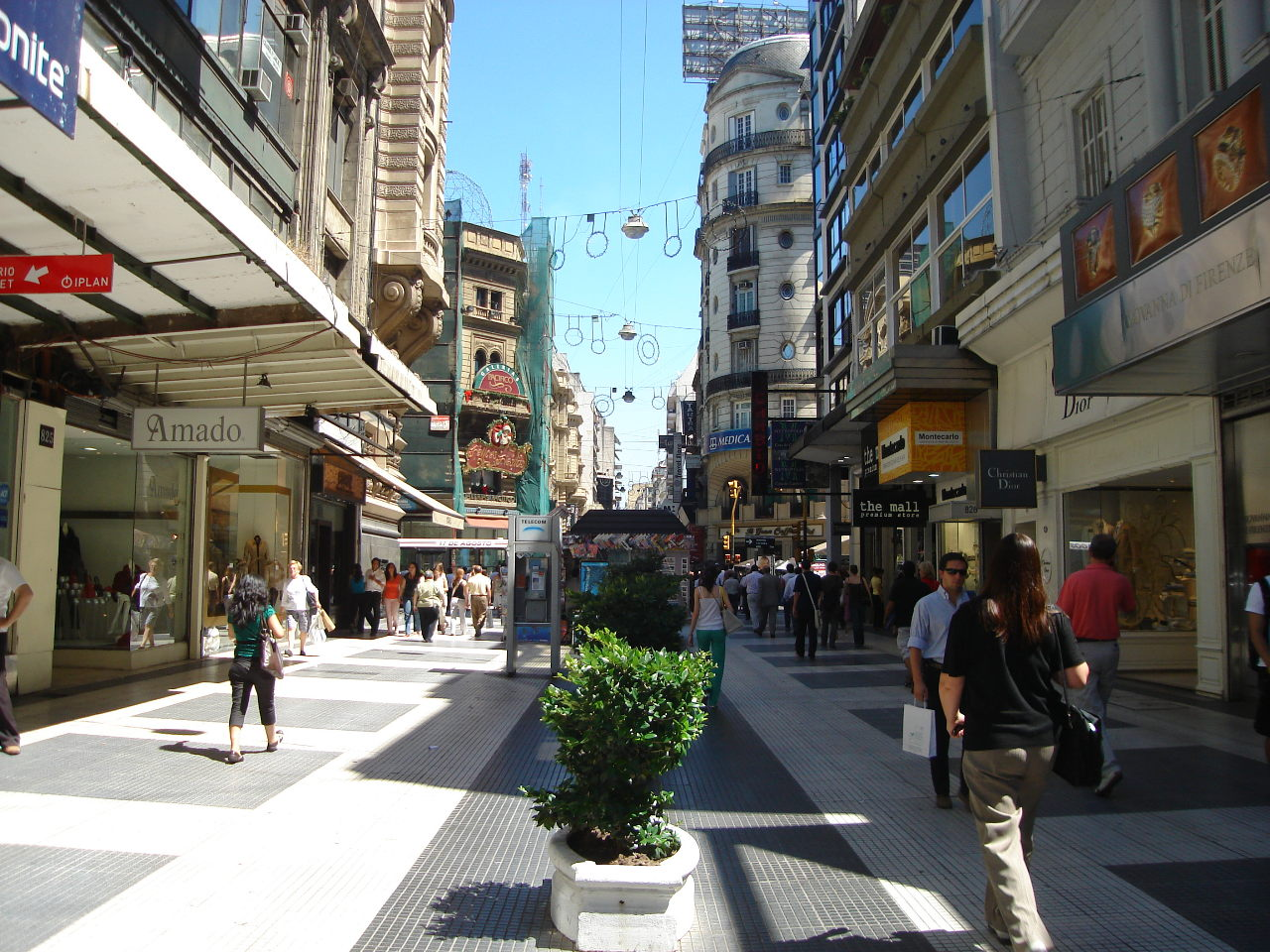
Calle Florida en Buenos Aires.

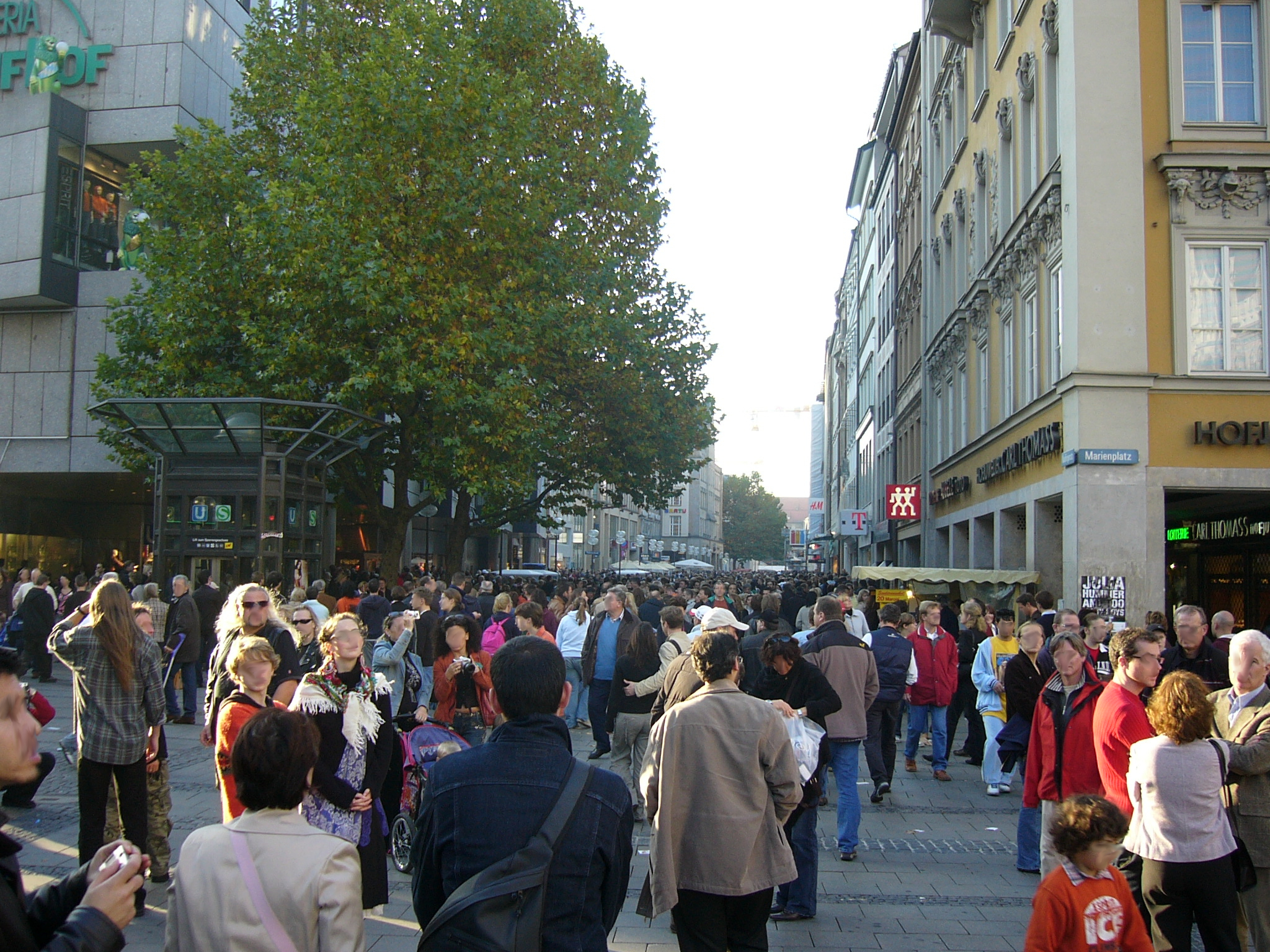
Zona peatonal en Munich.

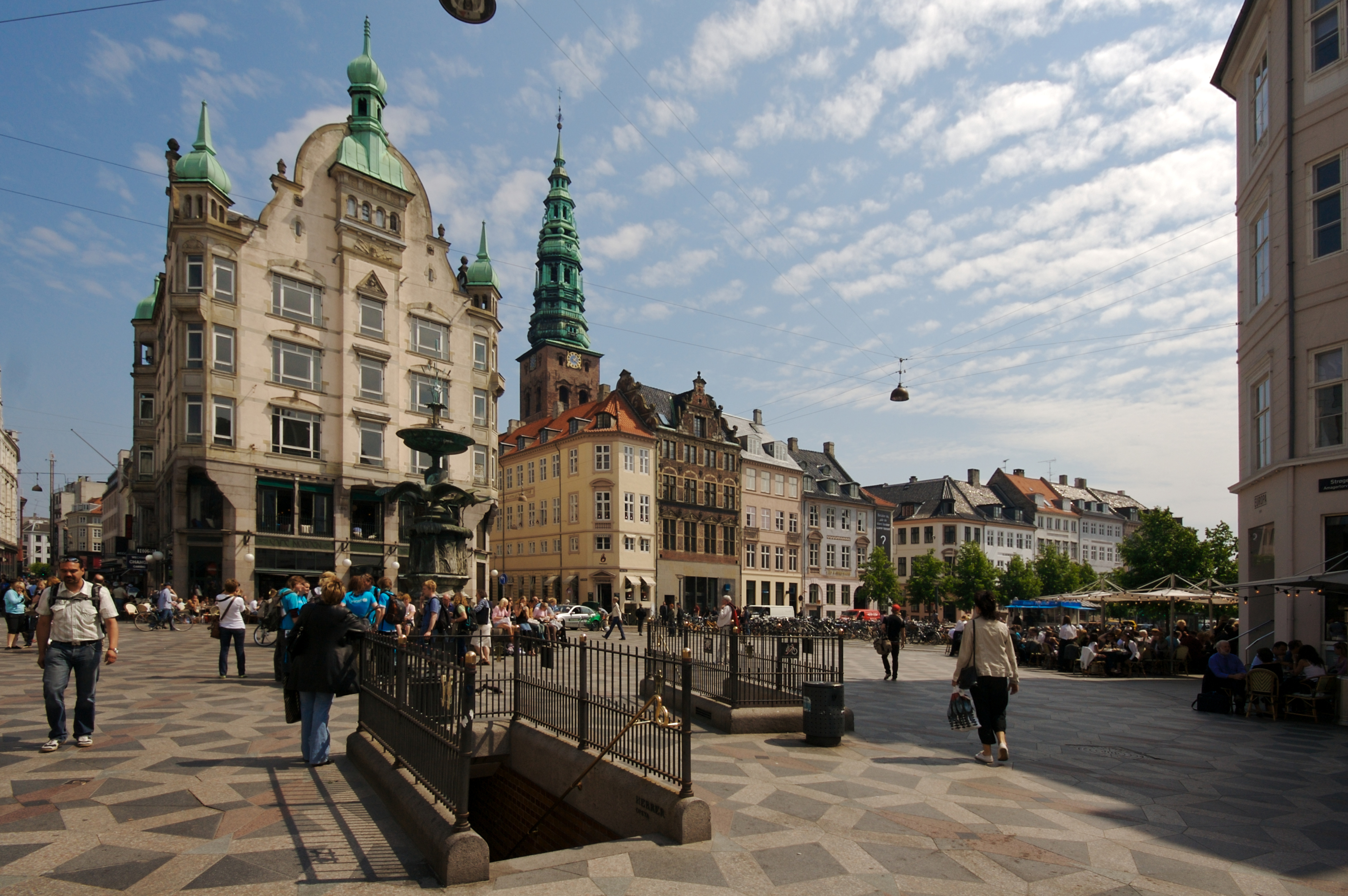
La zona peatonal Strøget en Copenhague.

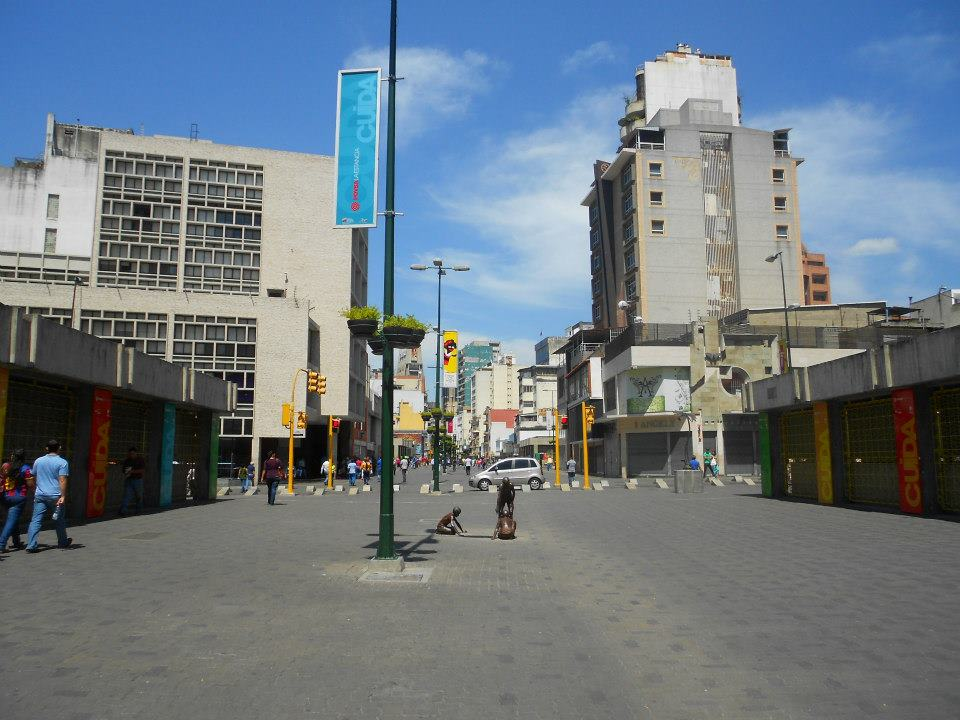
Calle Real de Sabana Grande en Caracas.

## Tipos de zonas peatonales
Las zonas peatonales se pueden dar por diferentes razones.
- Espacios públicos muy angostos: Estas son zonas que se desarrollaron antes del automóvil y que se hicieron a la talla de los caminantes (ver callejón).
- Espacios públicos diseñados: Se dan en zonas planificadas, donde se consideran redes peatonales, para automóviles y para ciclistas.
- Espacios con carreteras que son peatonalizados: Se dan en zonas donde se retiran los modos motorizados para dejar de uso exclusivo de modos activos. La peatonalización es utilizada como una forma de gestión de la demanda de transporte.[2]

Se encuentra principalmente en los grandes centros urbanos. Las zonas peatonales suelen ser, frecuentemente, las vías comerciales y de servicios de las ciudades.

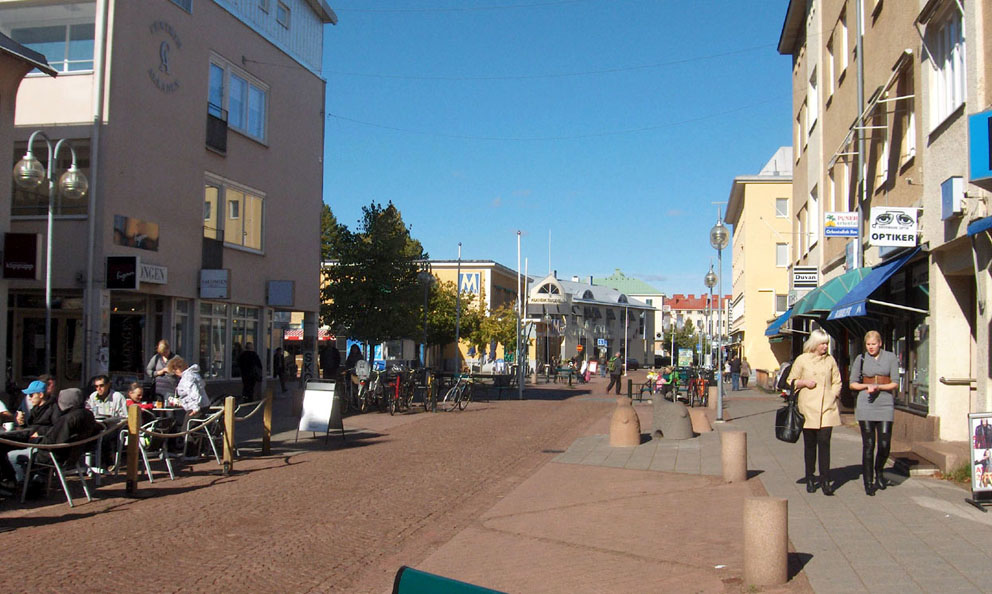
Torggatan, una calle peatonal en Mariehamn, Åland.

## Beneficios de las zonas peatonales
Las vías peatonales han sido estudiadas desde los años 90 en Europa. Sus beneficios han sido ampliamente valorados. Los principales beneficios de los desarrollos sin vehículos son:
- Pocas emisiones atmosféricas contaminantes.[8]
- Bajos niveles de accidentalidad.
- Desestímulo del uso del vehículo privado.
- Estímulo de los modos activos.
- Mejores condiciones de medio urbano.
- Mayor actividad comercial.[9][10] La peatonalización parcial del centro de Madrid en 2018-2019 aumentó un 9,5% las ventas locales.[11]